# Наголенское сельское поселение (Волгоградская область)
Наголенское се́льское поселе́ние — муниципальное образование в составе Котельниковского района Волгоградской области.
Административный центр — хутор Нагольный.

## История
Наголенское сельское поселение образовано 14 марта 2005 года в соответствии с Законом Волгоградской области № 1028-ОД.

## Население
| 2010  | 2012  | 2013  | 2014  | 2015  | 2016  | 2017  |
| ----- | ----- | ----- | ----- | ----- | ----- | ----- |
| 1065  | ↘1052 | ↘1051 | ↘1042 | ↘1032 | ↘1030 | ↘1026 |
| 2018  | 2019  | 2020  | 2021  |       |       |       |
| ↘1020 | ↘1019 | ↘1013 | →1013 |       |       |       |

## Состав сельского поселения
| № | Населённый пункт | Тип населённого пункта        | Население |
| - | ---------------- | ----------------------------- | --------- |
| 1 | Нагольный        | хутор, административный центр | →1013     |